# 板桥乡 (辰溪县)
板桥乡，是中华人民共和国湖南省怀化市辰溪县下辖的一个乡镇级行政单位。

## 行政区划
板桥乡下辖以下地区：
双水村、水车坪村、坪里村、塘里村、花山村、猫山村、烂泥村、板桥村、朱家村、坨里村和中溪村。